# Jakob Hefti (Politiker)
Jakob Hefti (* 5. Dezember 1873 in Luchsingen, Kanton Glarus; † 10. Januar 1951 in Glarus) war ein Schweizer Politiker und Volksschriftsteller. 
Der Sohn von David Hefti und seiner Ehefrau Katharina wuchs in einfachen Verhältnissen auf. Nach der Primarschule wurde er Fabrikheizer in Hätzingen und Schaffhausen und Mitglied des Grütlivereins. Von 1919 bis 1921 arbeitete er nebenberuflich als Redakteur für das „Echo vom Rheinfall“, einer Schaffhauser Volkszeitung, die von 1905 bis 1923 erschien. Seine politischen Artikel stiessen auf heftigen Widerspruch der Schaffhauser SP (Sozialdemokratische Partei) und deren nach dem Generalstreik 1893 gegründeten „Arbeiterzeitung“.
Als die Bauern-, Gewerbe- und Bürgerpartei (aus der später die Schweizerische Volkspartei hervorging) 1919 überraschend zwei Schaffhauser Nationalratsmandate errang und – da sie nur einen Kandidaten aufgestellt hatte – einen Sitz an die „Grütlianer“ abgab, wurde Hefti Nationalrat. Von den Verlierern links (SP) und rechts (FDP) – die diese Entscheidung nicht akzeptieren mochten – auf das Heftigste angefeindet, verliess er 1921 den Kanton Schaffhausen und wurde Steuersekretär in Glarus. 
Dort setzte er den Proporz für Landratswahlen durch und betätigte sich als Volksschriftsteller.